# Ганиев, Фадис Рахимьянович
 Ганиев Фадис Рахимьянович , Фадис Ганиев (тат. Фәдис Рәхимьян улы Ганиев) (род. 4 февраля 1967 года) — татарский певец, народный артист Республики Башкортостан (2008).

## Биография
Ганиев Фадис Рахимьянович (тат. Фәдис Рәхимьян улы Ганиев) родился в 4 февраля 1967 году в татарской семье села Муллино Бураевского района Республики Башкортостан. Татарин, из татар-мишар.
Учился в УГИИ (класс профессора Муртазиной М. Г.). По окончании института в 1989 году работал в Стерлитамакской государственной филармонии солистом-вокалистом, затем артистом-вокалистом (солистом) Башкирской государственной Филармонии.
В настоящее время выступает в дуэте с солисткой Башгосфилармонии Лилией Биктимировой, (песни «Бәхет кошы» У.Рашитова, «Әйткән идең» А.Бакирова).
Записал множество аудио- и видеозаписей из произведений башкирских и татарских композиторов, а также народных песен.

## Вокальные партии
Песни композиторов: Р.Яхин, С.Низаметдинов, Н.Даутов, С.Сайдашев, Р.Сахаутдинова, У.Рашитов, Р.Хакимов, Н.Шаймарданов. Песни «Әйтмә син авыр сүз» Р.Хакимова «Уфтанма» Р.Ханнанова, «Кейек ҡаҙҙар» А.Салимгареева, «Илама, ярһыма» Р.Хакимова, «Хуш ауылым» С.Сайдашева.
Башкирские и татарские народные песни «Уел», «Сәлимәкәй», «Аһ, Ырынбур кала», «Шахта», «Сарман», «Хәмдия».

## Награды и премии
- Заслуженный артист Республики Башкортостан (1997);
- Народный артист Республики Башкортостан (2008);
- Первая премия Всесоюзного конкурса «Татар жыры» (1991);
- Похвальная Грамота Правительства Республики Башкортостан (2017).